# Taïna Barioz
Taïna Barioz (Papeete, 2 giugno 1988) è un'ex sciatrice alpina francese, specialista dello slalom gigante e dello slalom speciale.

## Biografia

### Stagioni 2004-2009
Attiva in gare FIS dal novembre del 2003, la Barioz, che è nata nella Polinesia francese ma risiede a Pralognan-la-Vanoise, ha esordito in Coppa Europa il 18 gennaio 2005 a Courchevel in slalom gigante e in Coppa del Mondo il 3 febbraio 2006 a Ofterschwang nella medesima specialità, in entrambi i casi senza concludere la gara.
Il 21 dicembre 2006 ha ottenuto a Kaunertal in slalom gigante il primo podio in Coppa Europa (3ª) e il 26 gennaio 2008 a Ofterschwang nella medesima specialità ha conquistato i primi punti in Coppa del Mondo (14ª), mentre l'anno dopo ha esordito ai Campionati mondiali classificandosi all'11º posto nello slalom gigante iridato di Val-d'Isère.

### Stagioni 2010-2019
Il 28 dicembre 2009 ha ottenuto il primo podio in Coppa del Mondo chiudendo al 3º posto lo slalom gigante di Lienz; l'anno seguente ha preso parte ai XXI Giochi olimpici invernali di Vancouver 2010, sua prima presenza olimpica, chiudendo 9ª in slalom gigante. Nel 2011 ha vinto la medaglia d'oro iridata nella gara a squadre ai Mondiali di Garmisch-Partenkirchen, mentre nello slalom gigante è stata 10ª; ai Mondiali di Vail/Beaver Creek 2015, sua ultima presenza iridata, è stata 26ª nello slalom speciale e non ha concluso lo slalom gigante.
Il 5 gennaio 2016 ha ottenuto a Zinal in slalom gigante il suo ultimo podio in Coppa Europa (3ª) e il 20 marzo successivo, a Sankt Moritz nella medesima specialità, il suo secondo e ultimo podio in Coppa del Mondo (2ª). Ai XXIII Giochi olimpici invernali di Pyeongchang 2018, suo congedo olimpico, si è classificata 19ª nello slalom gigante; si è ritirata durante la stagione 2018-2019 e la sua ultima gara in carriera è stata lo slalom gigante di Coppa del Mondo disputato a Killington il 24 novembre, non completato dalla Barioz.

## Palmarès

### Mondiali
- 1 medaglia:
  - 1 oro (gara a squadre a Garmisch-Partenkirchen 2011)

### Coppa del Mondo
- Miglior piazzamento in classifica generale: 39ª nel 2012
- 2 podi:
  - 1 secondo posto
  - 1 terzo posto

### Coppa Europa
- Miglior piazzamento in classifica generale: 6ª nel 2015
- 6 podi:
  - 3 secondi posti
  - 3 terzi posti

### Nor-Am Cup
- Miglior piazzamento in classifica generale: 26ª nel 2014
- 4 podi:
  - 3 vittorie
  - 1 secondo posto

#### Nor-Am Cup - vittorie
| Data            | Località     | Paese       | Specialità |
| --------------- | ------------ | ----------- | ---------- |
| 4 febbraio 2014 | Sunday River | Stati Uniti | GS         |
| 5 febbraio 2014 | Sunday River | Stati Uniti | SL         |
| 6 febbraio 2014 | Sunday River | Stati Uniti | SL         |

Legenda:

GS = slalom gigante

SL = slalom speciale

### South American Cup
- Miglior piazzamento in classifica generale: 30ª nel 2019
- 1 podio:
  - 1 secondo posto

### Campionati francesi
- 8 medaglie[1]:
  - 1 oro (slalom gigante nel 2016)
  - 3 argenti (slalom gigante nel 2010; slalom gigante nel 2015; slalom gigante nel 2018)
  - 4 bronzi (slalom gigante, slalom speciale nel 2009; slalom speciale nel 2011; slalom speciale nel 2016)